# 新宿第一生命ビルディング

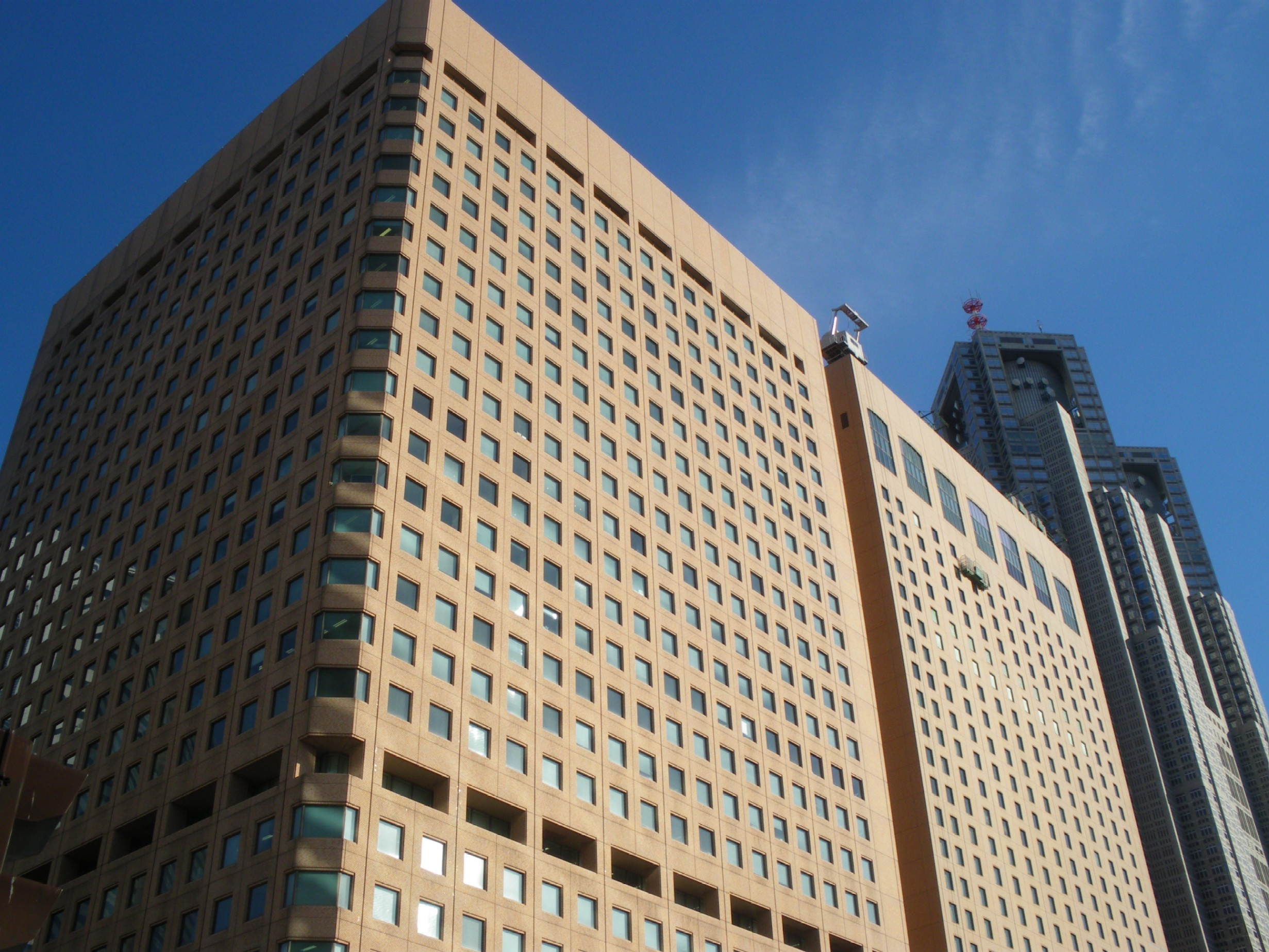
新宿中央公園方面より見る新宿第一生命ビル（左手前）。中央の建物はハイアットリージェンシー東京（ともにビルの裏側とも言える）。右端は東京都庁舎。

新宿第一生命ビルディング（しんじゅくだいいちせいめいビルディング）は、東京都新宿区西新宿の新宿新都心の一角にある超高層ビル。英語名称は「Shinjuku Dai-ichi Seimei Bldg.」。
2010年4月に「小田急第一生命ビルディング」に改称したが、2023年10月に再び現名称に戻った。小田急電鉄の新宿本社が入居している。

## 概要
淀橋浄水場跡地は、新宿副都心建設公社によって順次売却され、このビルが位置する新宿新都心7号地は、第一生命保険と小田急電鉄が共同で購入し、第一生命は初めての高層投資用ビルとして新宿第一生命ビルディング、小田急は小田急センチュリービルを建設した。
建てられた二つのビルは、一軸を起点に45°の拡がりをみせる三角形の平面をもち、その間に大屋根をもつスペースセブン（公開空地）が設けられ、外装はサンド・ベージュ色の磁器タイルで統一された。基準階平面構成は、エレベーターホールなどがあるセンターコアを中心にして、三方が貸室となる三角形となっている。
2007年（平成19年）9月末、小田急電鉄グループがこのビルの信託受益権を特別目的会社から300億円超で譲り受け、2010年4月に名称を小田急第一生命ビルディングに改めた。

### 売却
2023年（令和5年）3月31日付で、構造改革を進める小田急電鉄は、小田急第一生命ビルディングの持ち分を第一生命保険など国内投資家に売却した。また隣接する「ハイアットリージェンシー東京」が入居する「小田急センチュリービル」についても、小田急は米国投資ファンドKKRなどに6月末売却し、ハイアットの運営会社であるホテル小田急の全株式はKKRに譲渡された。

## エレベーター
乗用エレベーターは、各バンクに7基ずつ合計14基を設置。低層用エレベーター（15階まで）は東芝製、高層用エレベーター（26階まで）は日立製で、9階と15階に乗り継ぎ階がある。また駐車場用と非常用は三菱電機製である。
2011年度から翌年度末までに、全てのエレベーターのリニューアル工事が完了した。
- 低層用（東芝製、No.3-9号機）

1階 - 15階 ※車椅子対応機は3号機
- 高層用（日立製、No.10-16号機）

1階・2階・9階・15階 - 26階 ※車椅子対応機は10号機
- 駐車場用（三菱電機製、No.17号機）

地下3階 - 2階
- 非常用（三菱電機製）

地下4階 - 26階 ※北側が1号機、南側が2号機。

## 主な入居者

### 企業等
- 小田急電鉄新宿本社
- 積水化成品工業東京本部
- 黒沢建設株式会社
- 一般財団法人日本国際協力センター（JICE）
- 一般社団法人日本科学技術連盟（日科技連）
- 一般社団法人コンピュータエンターテインメント協会（CESA）
- 公益財団法人東京都道路整備保全公社
- 公益財団法人東京都福祉保健財団
- 株式会社KDDIエボルバ
- 株式会社東京スター・ビジネス・ファイナンス
- 株式会社KMCT
- イマジニア株式会社
- サンダインアジア・ジャパン株式会社
- 日本メルセン株式会社
- 株式会社シーシーダブル
- 東京新卒応援ハローワーク（学生職業総合支援センター）[7] ・東京外国人雇用サービスセンター[8]
- 株式会社オープンストリーム

など

### 店舗等
- 横浜銀行新宿支店
- 新宿第一生命ビル内郵便局
- 総合健診センターヘルチェック　レディース新宿（26階）
- 歯医者（3階）
- クリニック（3階）
- 東京国際ミネラル協会　TIMAショールーム

### 飲食店
- 人形町今半
- ファミリーマート
- プロント
- 杵屋
- 屋台DELi

など

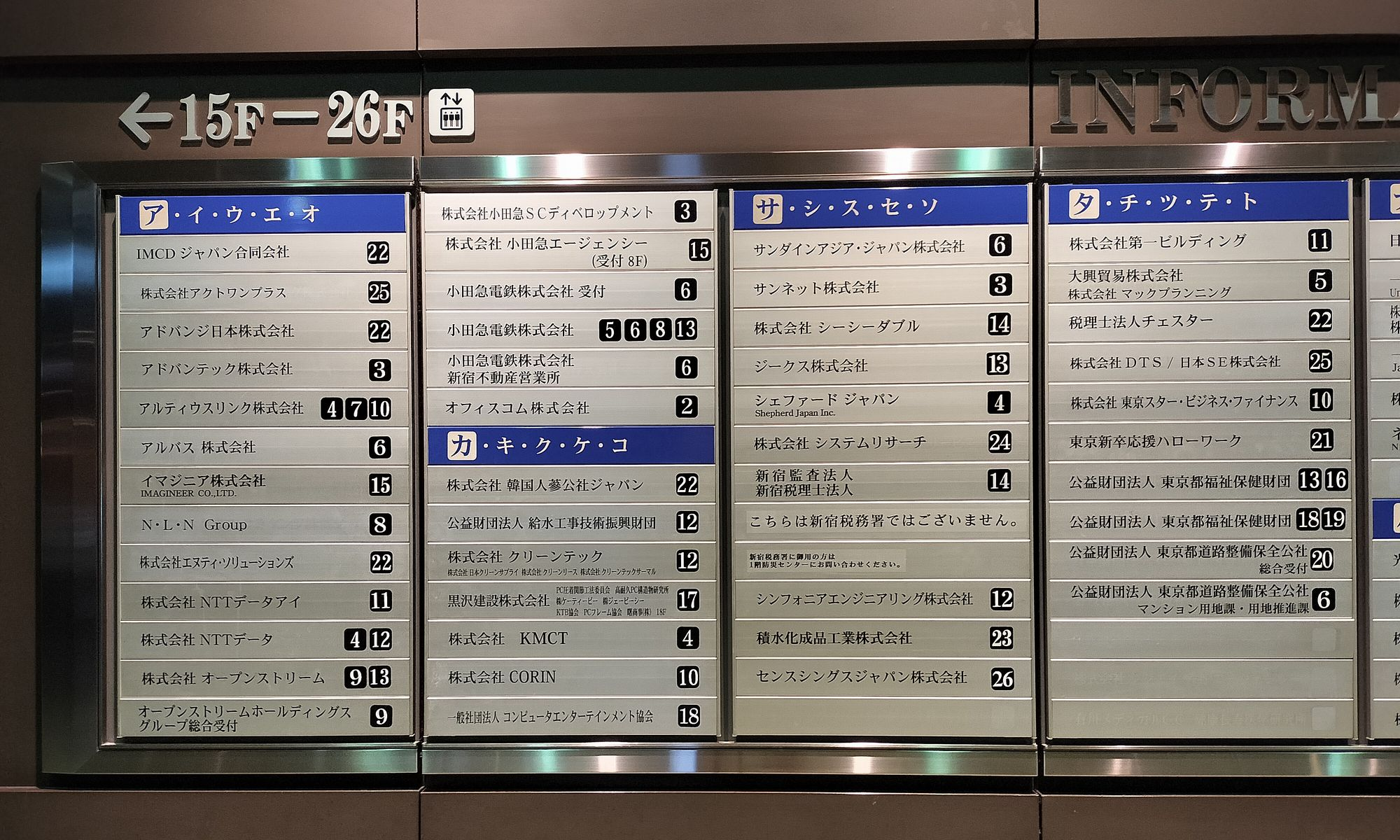
入居者（その1）
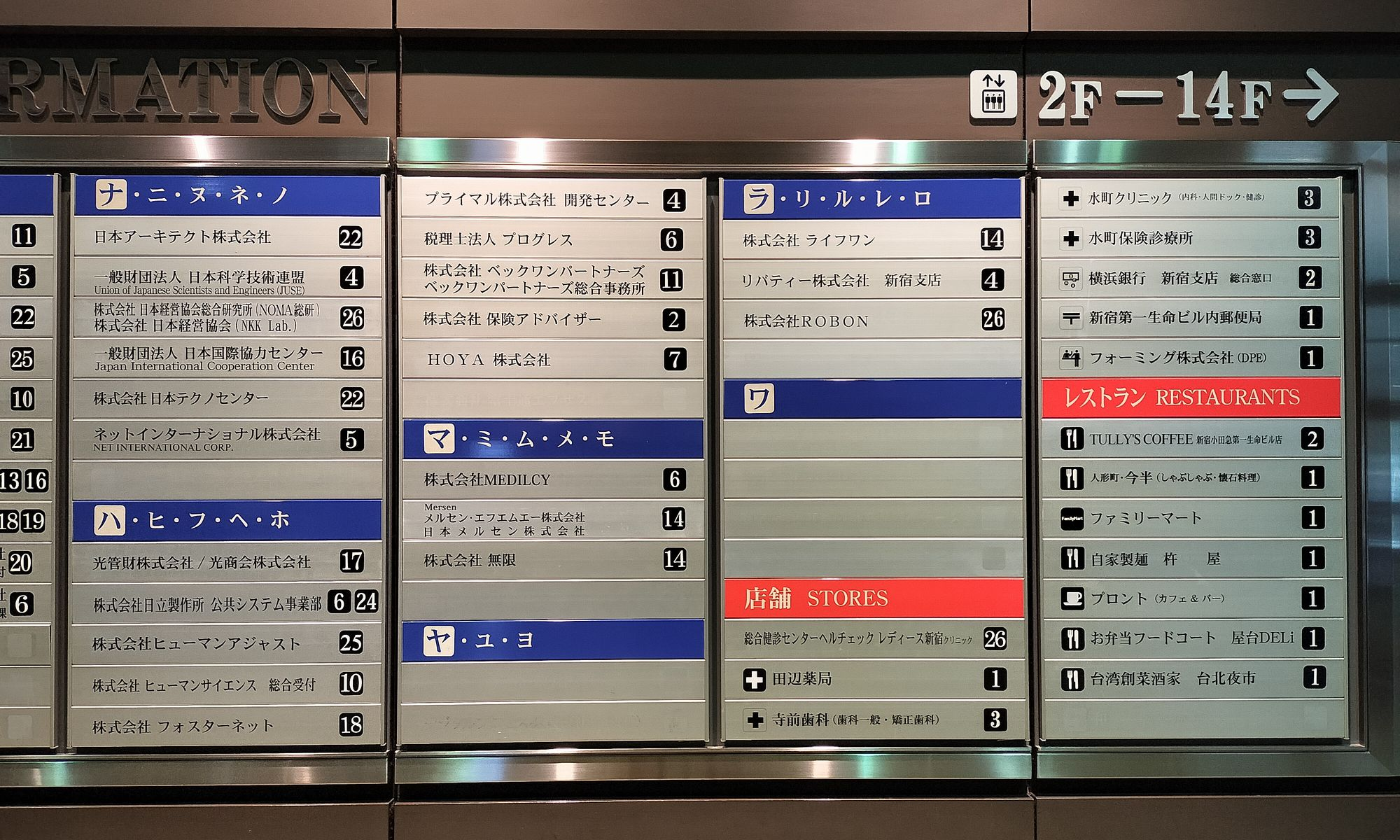
入居者（その2）
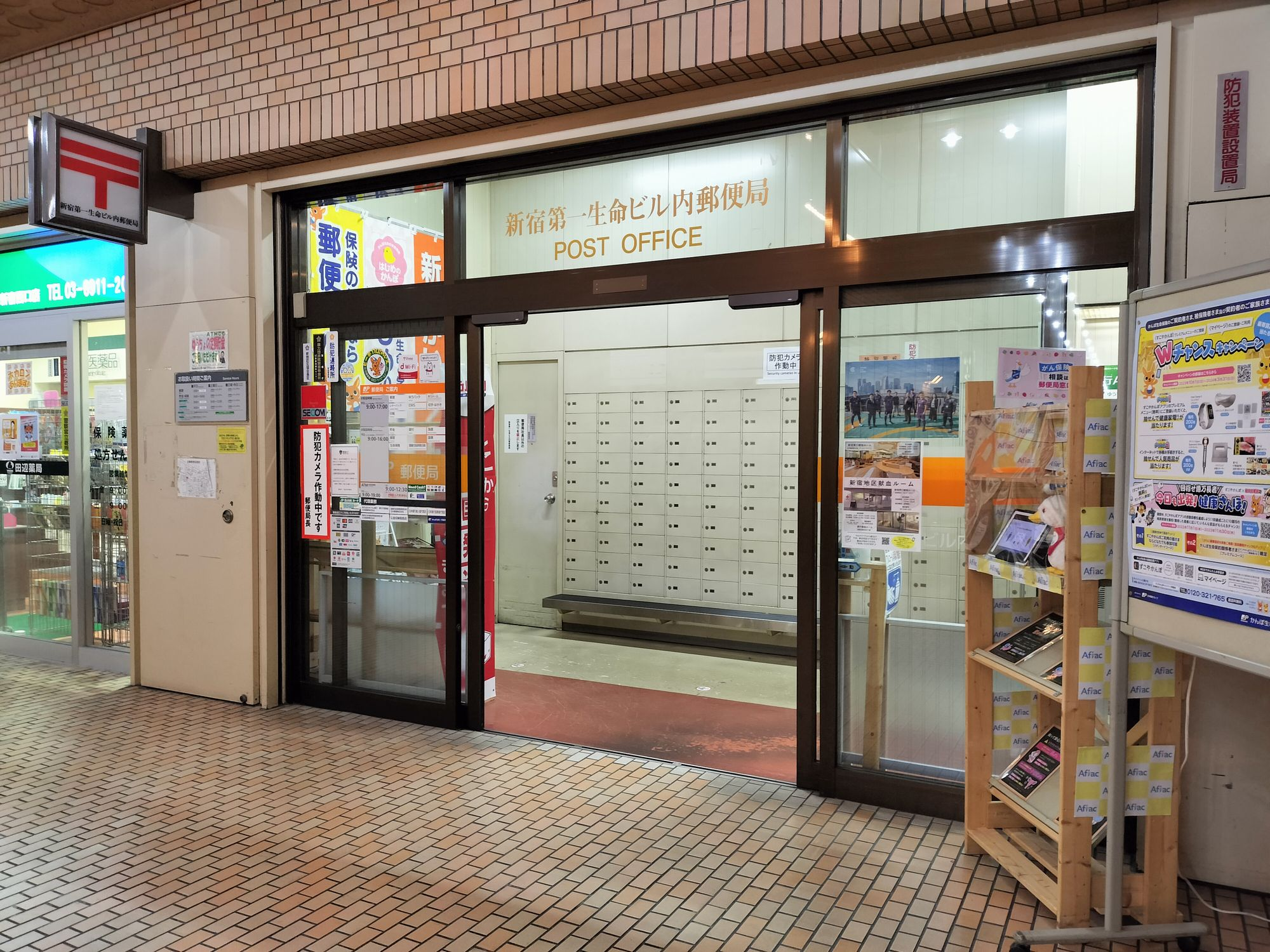
新宿第一生命ビル内郵便局

## アクセス方法
- 新宿駅より徒歩10分
- 都営地下鉄大江戸線都庁前駅徒歩2分
- 地下鉄丸ノ内線西新宿駅より徒歩5分
- 駐車場:あり（有料）

## ギャラリー

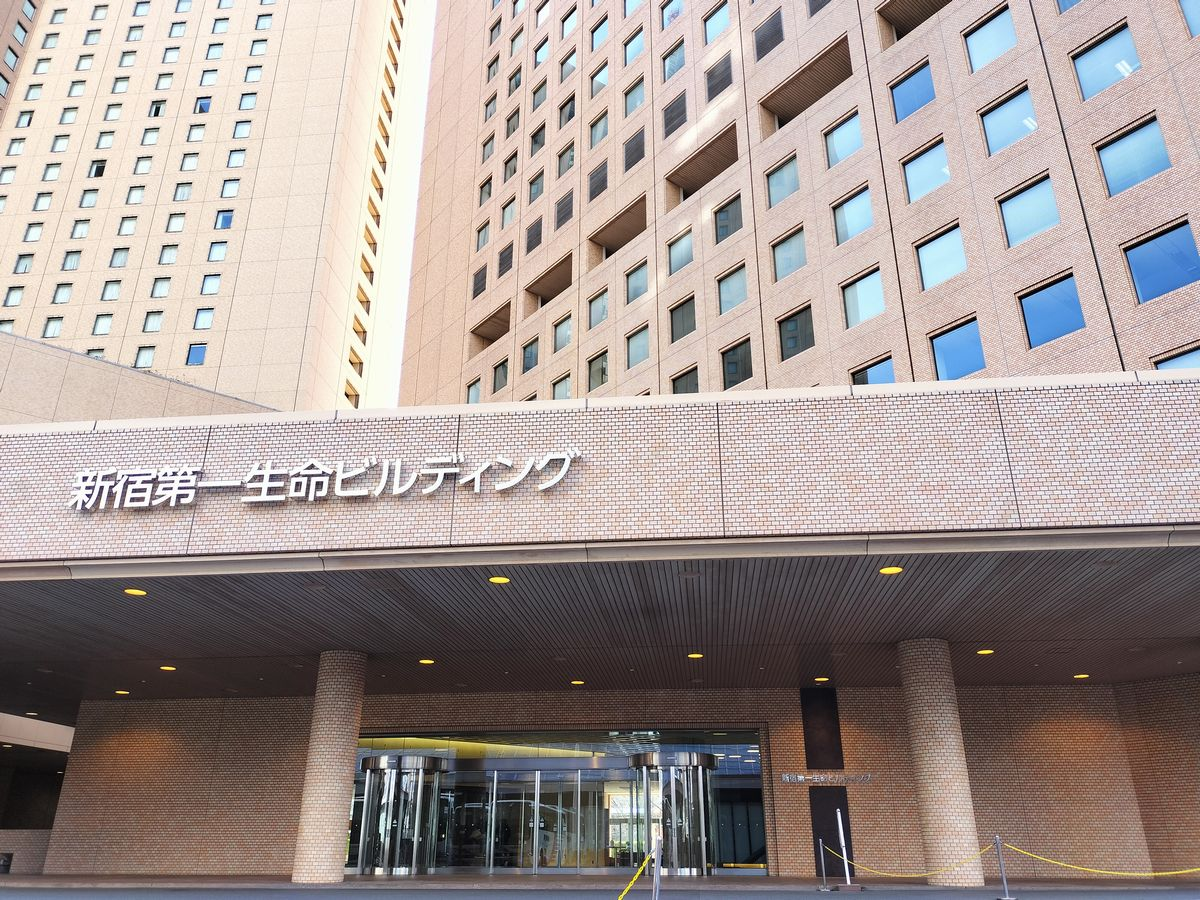
正面玄関
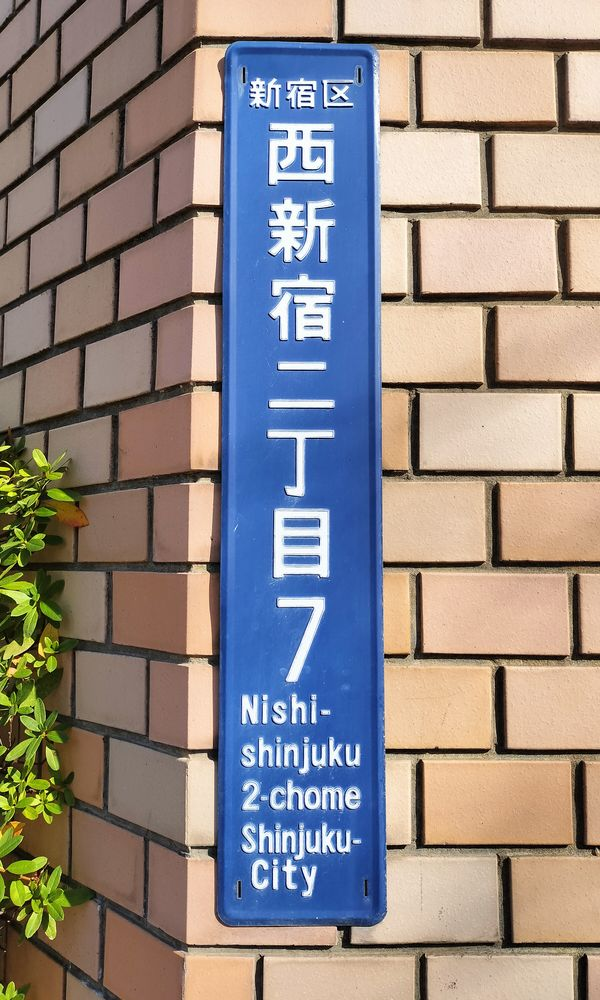
街区表示板（北西）。外壁には茶系統の3色のタイルが貼られている。
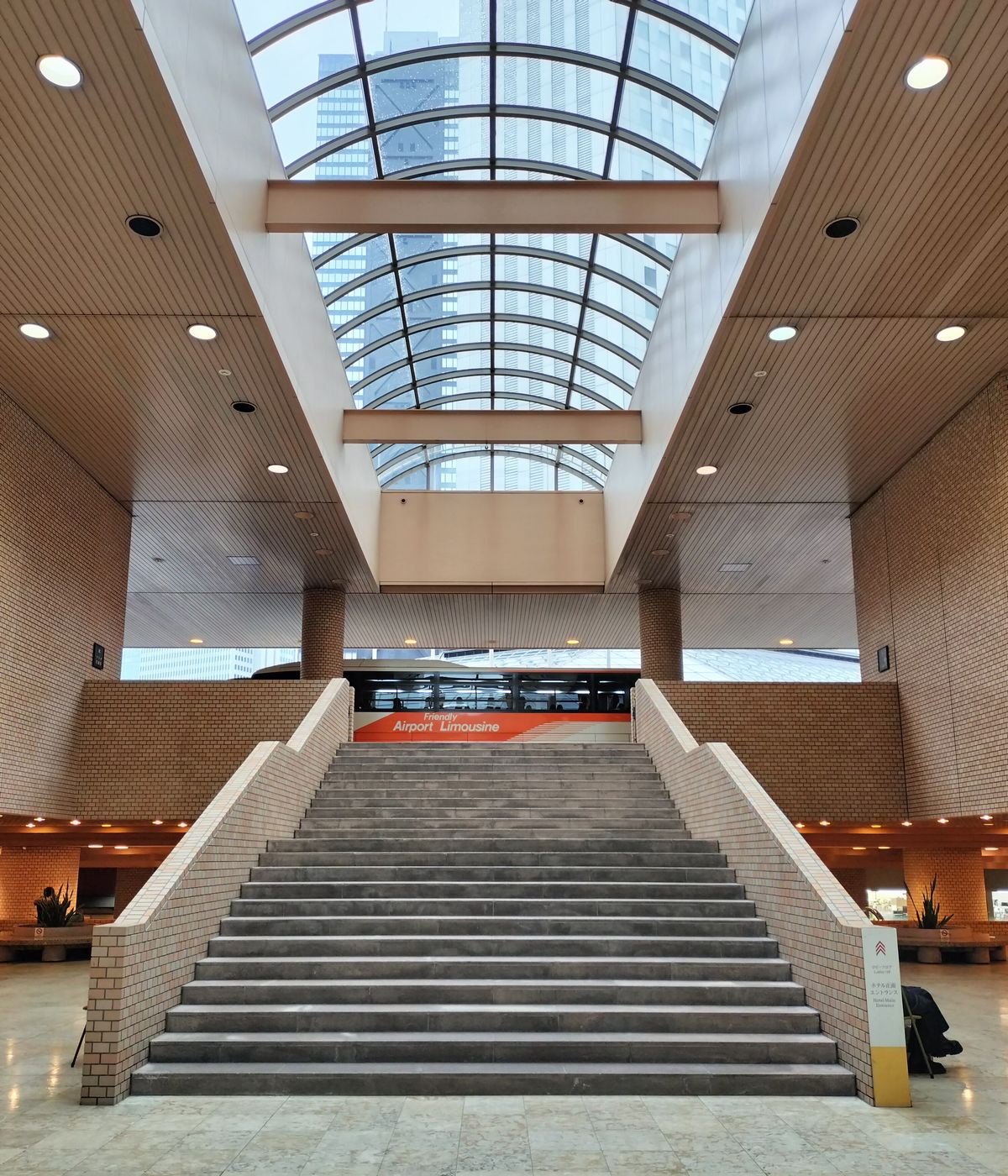
1F中央部（スペースセブン）から東側を見る。
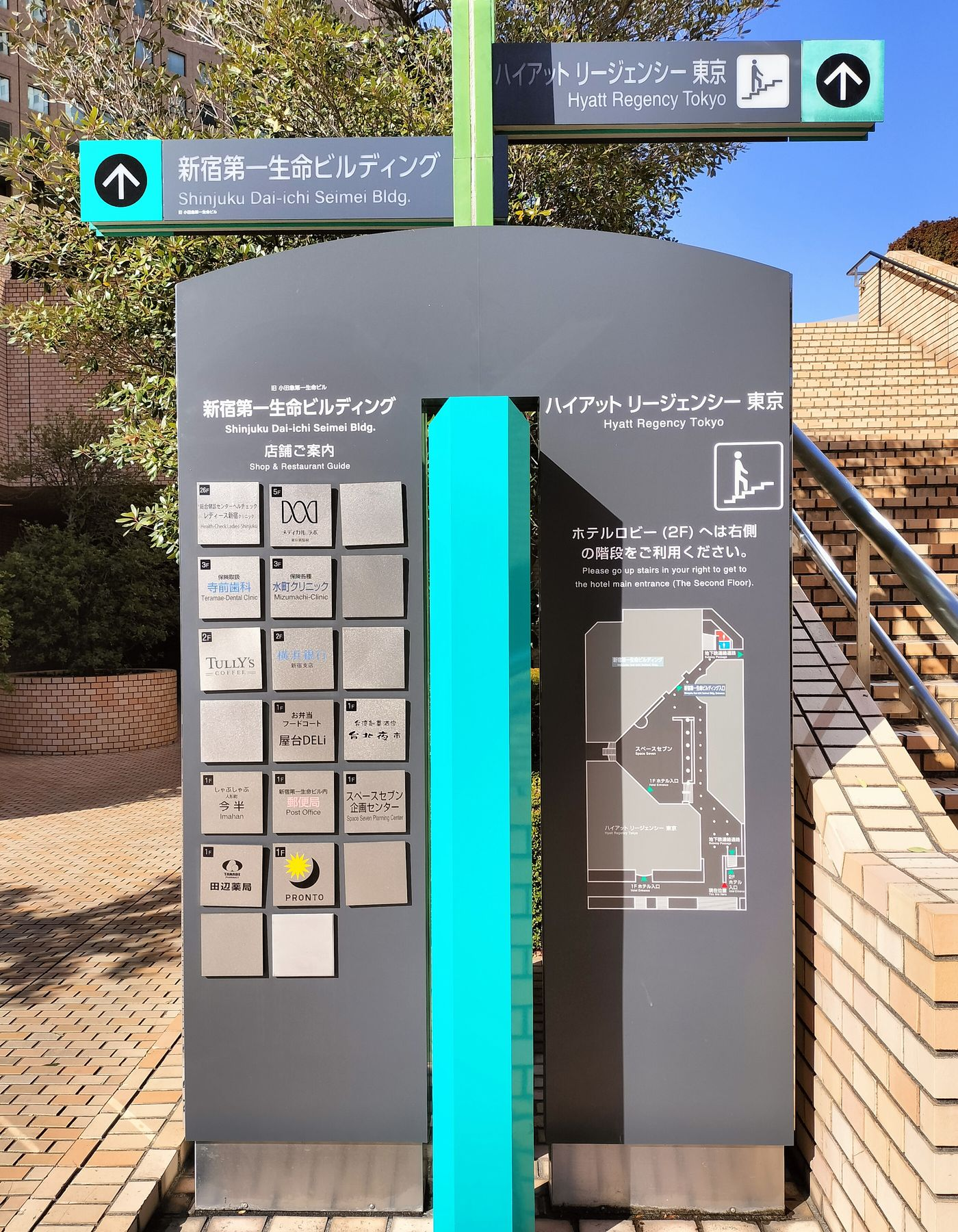
ビル案内（南東）
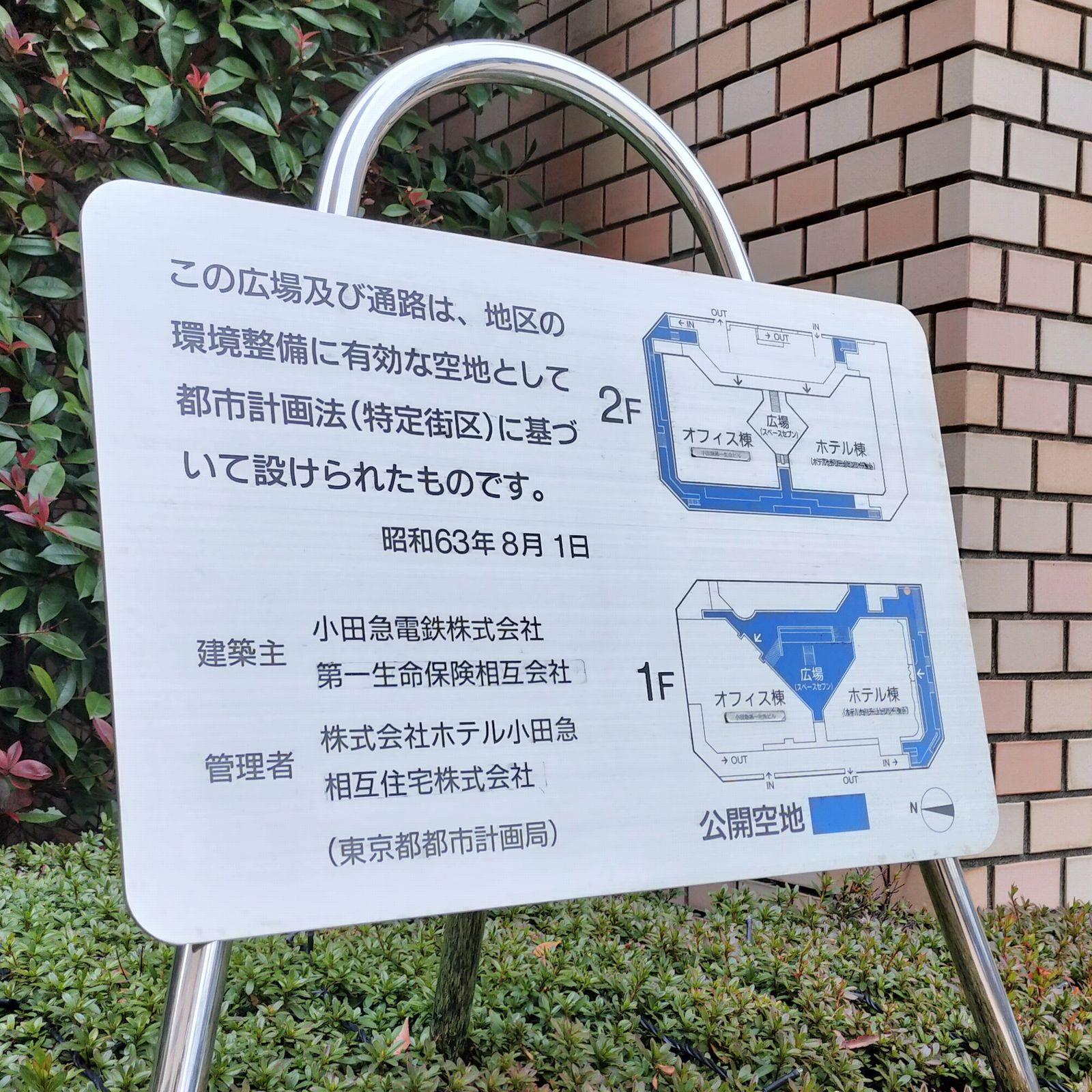
公開空地の標示（南東）